# Josef Quido Lexa
Josef Quido Lexa (15. prosince 1891 Dymokury – 6. ledna 1925 Bolzano) byl český učitel a hudební skladatel.

## Život
Vystudoval reálku a učitelský kurz. Ve hře na klavír byl žákem Bedřicha Sequense a ve skladbě byl jeho učitelem Vítězslav Novák. Učil na obecných školách a soukromě vyučoval zpěv a hru na varhany. Onemocněl tuberkulózou a léčil se v Davosu, Brixenu a dalších lázních. Při pobytu v Bolzanu zemřel.
Přestože zemřel mladý, zanechal po sobě řadu skladeb všech žánrů. Převážně se věnoval chrámové hudbě, ale pokusil se i o operu. Je autorem klavírní verze československé hymny, kterou věnoval prezidentu Masarykovi.

## Dílo
- Divá Bára (opera)
- Abgar (melodram)
- Missa in honorem S. Francisci Serafici, Op. 12 ( a další 2 mše)
- Hvězda mořská, pět mariánských zpěvů sborových s průvodem varhan

Klavírní skladby
- Suita (získala cenu České akademie věd a umění)
- Album pro mládež
- Legenda, op.16

Písně
- Slovanské vánoce, op. 14
- Sny o štěstí, písně na slova Jaroslava Vrchlického
- Biblické písně